# Jazz Track
Jazz Track è un album del trombettista jazz Miles Davis pubblicato dalla Columbia Records nel 1959.

## Il disco
L'album fu pubblicato negli Stati Uniti dopo l'uscita del film francese Ascensore per il patibolo di Louis Malle la cui colonna sonora era stata registrata nel dicembre 1957 a Parigi da Miles Davis con il batterista statunitense Kenny Clarke, da tempo residente nella capitale francese, e con un gruppo di musicisti locali capitanati dal pianista René Urtreger. La colonna sonora del film era stata pubblicata dalla Fontana in Francia in un 33 giri 10" che ebbe molta fortuna.
La Columbia pubblicò nel 1959 i dieci brani, tutti improvvisati in studio mentre su uno schermo scorrevano le immagini del film, nel lato A dell'album e inserì nella seconda facciata tre registrazioni effettuate l'anno precedente negli studi della casa discografica da Davis con il suo nuovo gruppo, un sestetto che comprendeva John Coltrane e Cannonball Adderley, il fido contrabbassista Paul Chambers e due nuovi ingressi, il talentuoso pianista Bill Evans e il batterista Jimmy Cobb che avevano preso il posto di Red Garland e Philly Joe Jones, membri storici del celebre quintetto davisiano.
Particolarità del disco è che nel retro di copertina e nelle etichette interne i brani della prima facciata vengono attribuiti al quintetto di Miles Davis, gruppo di fatto inesistente in quella forma poiché era stato appositamente formato per la registrazione della colonna sonora di Ascenseur pour l'échafaud, mentre quelle della seconda facciata sono attribuite al sestetto di Miles Davis che in effetti era stato appena stabilmente costituito dal trombettista dell'Illinois.
I brani francesi furono riproposti in svariate versioni della colonna sonora di Ascenseur pour l'échafaud su vinile e poi su CD in una edizione allargata comprendente molto materiale aggiuntivo e alternativo proveniente dalle stesse sessions. La stessa Fontana pubblicò in Europa Jazz Track con l'identica scaletta del disco americano, ma con una copertina diversa.
Le incisioni newyorkesi furono successivamente pubblicate nell'album giapponese 1958 Miles nel 1974 con l'aggiunta di Love For Sale, proveniente dalla stessa seduta di registrazione, e poi nell'album della serie Columbia Jazz Masterpieces '58 Miles Featuring Stella by Starlight con tre tracce dal vivo incise dalla stessa formazione al Plaza Hotel di New York il 9 settembre del 1958. Jazz Track, forse perché la Columbia non poteva disporre liberamente della musica di Ascensore per il patibolo, non fu più ristampato dalla casa discografica che incluse le quattro celebri registrazioni del maggio 1958 in altri dischi. La Columbia inserì poi nella sua discografia ufficiale di Miles Davis la riedizione americana di 1958 Miles che entrò a far parte del cofanetto antologico The Complete Columbia Album Collection del 2009.
Jazz Track rimase fuori catalogo per molti anni, diventando uno dei dischi di Davis più ricercati dai collezionisti, fino a quando, nel 2008, l'etichetta Jazz Beat lo ripubblicò in una edizione su vinile da 180 grammi e su CD con alcune tracce aggiuntive già edite in altri dischi di Davis. Nella copertina del disco, diversa dall'originale, si fa riferimento a Frantic, titolo con cui era stato inizialmente distribuito nei paesi anglosassoni il film di Malle.
Nal 2013 la versione originale di Jazz Track è stata ripubblicato dalla etichetta Legacy della Sony Music all'interno del cofanetto antologico di 9 CD Miles Davis: The Original Mono Recordings.
Alla terza edizione del Grammy Award nel 1961, Jazz Track ottenne una nomination nella categoria Best Jazz Performance Solo or Small Group, ma fu battuto dalla versione di André Previn di West Side Story.

## La musica

### Ascenseur pour l'échafaud
I brani furono registrati nel corso di una sola notte, il 4 dicembre 1957, presso lo studio di una radio di Parigi, la Poste Parisien. Il regista Louis Malle non voleva la classica registrazione di una colonna sonora, ma una vera seduta d'improvvisazione, una jam session. Tre dei musicisti riuniti per l'occasione erano francesi, il pianista René Urtreger, il sassofonista Barney Wilen e il bassista Pierre Michelot; alla batteria sedeva Kenny Clarke, veterano del be bop e vecchia conoscenza di Davis che si era stabilito da qualche tempo in via pressoché definitiva in Francia.
Malle aveva preparato una bobina con le sette scene a cui si sarebbe aggiunto il commento che veniva proiettata di continuo, in una sorta di loop. Ad ogni ciclo seguiva l'analisi di quanto suonato e il regista forniva indicazioni più precise. Alla fine il regista montò la musica sul film, a volte utilizzando brani pensati per una scena in un'altra.
Per Davis si trattò certamente di un'esperienza del tutto nuova. Mai aveva partecipato alla realizzazione di una colonna sonora. Peraltro la registrazione del commento sonoro di Ascensore per il patibolo fu un'esperienza del tutto nuova anche per il mondo del cinema e per il jazz. Ad esempio, nel commento sonoro è presente quello che secondo alcuni è il primo assolo di contrabbasso senza accompagnamento mai realizzato (i brevi brani Évasion de Julien e Visite du vigile sono suonati dal solo Pierre Michelot), caratteristica voluta dal regista per meglio sottolineare alcune sequenze. Malle definì il lavoro di Davis come fondamentale per la riuscita del film. La musica aggiungeva secondo il regista una nuova dimensione, in una sorta di contrappunto tra immagini e musica.
La colonna sonora del film fu pubblicata nel 1958 dalla Fontana Records, sussidiaria della Philips molto attiva nel jazz e controparte europea della Columbia, in un fortunato album a 10 pollici. In sede di post-produzione alla musica fu aggiunto un effetto di riverbero per enfatizzare la drammaticità del commento sonoro. Tale effetto, pensato per il film, fu mantenuto anche sul disco.

### The Miles Davis Sextet
Le sedute di registrazione del 26 maggio del 1958 furono le prime per il sestetto di Miles Davis con Bill Evans dopo che il pianista Red Garland se ne era andato in modo burrascoso nel mezzo della registrazione di Milestones nel marzo dello stesso anno.
Davis aveva da poco allargato il suo classico quintetto affiancando al sassofono tenore di John Coltrane, da poco riammesso nel gruppo, il contralto di Julian Cannonball Adderley. La sezione ritmica fu completata dal batterista Jimmy Cobb al posto di Philly Joe Jones.
Con questo sestetto Davis ottenne molti ingaggi a partire da quelli al Cafe Bohemia di New York fino all'esibizione al Plaza Hotel nel settembre del 1958, passando per una esibizione al Festival Jazz di Newport in giugno, tutte esibizioni poi immortalate su disco. Con Milestones Davis aveva iniziato ad esplorare la musica modale e con l'arrivo di Evans poté approfondire questa tecnica che poi lo porterà a realizzare il celebre Kind of Blue l'anno successivo.
Per le prime sedute di registrazione negli studi della Columbia a New York, Davis scelse un gruppo di standard e ballate dal ritmo lento che potevano essere un buon banco di prova per il sofisticato pianismo del bianco Evans, ma che potevano mettere in luce anche le capacità di Coltrane e la potenza di Cannonball. Il cambio nella formazione portò un sostanziale mutamento nella concezione armonica e nell'atmosfera delle esecuzioni. I brani si allungano e, diversamente dalla tipica struttura hard bop comune anche ai lavori del primo quintetto di Davis, l'esposizione del tema non è fatta in ensemble, ma è normalmente lasciata alla tromba. Inoltre, in una sperimentazione che culminerà nelle composizioni modali di Kind of Blue, Davis tenta di liberarsi degli accordi, che considerava una gabbia per l'improvvisazione, per un approccio modale basato sulle scale che a suo dire consentiva un ritorno alla melodia.
Nelle tracce registrate, più ancora che in Milestone, risulta evidente l'apparente contrasto tra il suono cool di Miles Davis e quello ancora vagamente hard bop di Coltrane e Adderley, il tutto mediato dal pianismo definito "rapsodico" di Bill Evans.
Come in molti dei migliori brani incisi da Davis, il trobettista si prende la parte più lenta e meditata all'inizio di On Green Dolphin Street, una canzone del 1947 composta per il film Il delfino verde. Dopo una celebre introduzione di Evans, il ritmato e ipnotico basso di Chambers prepara l'ingresso di Davis che introduce il tema e lascia il posto, nella parte centrale più veloce e boppistica, al ruvido assolo di un John Coltrane ormai libero di esprimersi al suo massimo e alla potente parte di Adderley, in una anticipazione di quello che sarà Kind of Bue. Fran-Dance (a volte indicata come Fran Dance) è una ballata composta da Davis e dedicata alla compagna e futura moglie Frances Taylor.
Stella by Starlight è considerata da alcuni il capolavoro di Miles Davis. Anche in questo brano, composto per un film del 1944 e divenuto presto uno degli standard jazz più eseguiti, inizia con una sofisticata esposizione del tema da parte del trombettista accompagnato da un tappeto di accordi di Evans. Il brano, in cui è assente Adderley, sale dopo un deciso stacco con l'ingresso di Coltrane supportato dal drumming di Cobb e quindi dal delicato e romantico assolo del pianista. La conclusione è ancora per Davis in una delle sue più apprezzate esecuzioni.
Love for Sale di Cole Porter fu registrata lo stesso giorno, ma fu esclusa dall'album forse perché il brano era appena stato incluso in Somethin' Else, disco di Cannonball Adderley registrato nel marzo dello stesso anno proprio con Miles Davis. La lunga esecuzione fu inclusa più tardi in molte raccolte di Davis e poi, insieme a tutte le registrazioni del 26 maggio 1958, in 1958 Miles e in '58 Miles Featuring Stella by Starlight.

## Tracce
Lato A - The Miles Davis Quintet
1. Générique - (Miles Davis) - (2:46)
2. L'assassinat de Carala - (Miles Davis) - (2:08)
3. Sur l'autoroute - (Miles Davis) - (2:16)
4. Julien dans l'ascenseur - (Miles Davis) - (2:07)
5. Florence sur les Champs-Élysées - (Miles Davis) - (2:49)
6. Dîner au motel - (Miles Davis) - (3:55)
7. Évasion de Julien - (Miles Davis) - (0:50)
8. Visite du vigile - (Miles Davis) - (2:02)
9. Au bar du petit bac - (Miles Davis) - (2:51)
10. Chez le photographe du motel - (Miles Davis) - (3:52)

Lato B - The Miles Davis Sextet
1. On Green Dolphin Street - (Bronisław Kaper, Ned Washington) -(9:55)
2. Fran-Dance - (Miles Davis) - (5:52)
3. Stella by Starlight - (Victor Young, Ned Washington) - (4:48)

Bonus tracks
1. Love for Sale - (Cole Porter) - (11:46)
2. In Your Own Sweet Way - (Miles Davis) - (4:38)
3. No Line - (Miles Davis) - (5:42)
4. Wierd Blues - (Miles Davis) - (6:51)

## Formazione
- Lato A - Parigi, Le Poste Parisien Studio, 4 e 5 dicembre 1957
  - Miles Davis - tromba
  - Barney Wilen - sassofono tenore
  - René Urtreger - pianoforte
  - Pierre Michelot - contrabbasso
  - Kenny Clarke - batteria
- Lato B e bonus track numero 1 - New York, Columbia 30th Street Studio, 26 maggio 1958
  - Miles Davis - tromba
  - Julian "Cannonball" Adderley - sassofono contralto (assente in Stella by Starlight)
  - John Coltrane - sassofono tenore
  - Bill Evans - pianoforte
  - Paul Chambers - contrabbasso
  - Jimmy Cobb - batteria
- Bonus track numero 2-4 - Rudy Van Gelder Studio, New York, 16 marzo 1956[4]
  - Miles Davis - tromba
  - Sonny Rollins - sassofono tenore
  - Tommy Flanagan - pianoforte
  - Paul Chambers - contrabbasso
  - Art Taylor - batteria

## Edizioni
- 1959 – LP, Columbia Records CL 1268, Stati Uniti
- 1959 – LP, Fontana Records 681 550 TL, Francia
- 2008 – LP, Jazz Beat Records JB 538, Vinile 180 g
- 2008 – CD, Jazz Beat Records JB 524, digipak; edizione con tracce aggiuntive